# Фоминское (Тотемский район)
Фоминское — деревня в Тотемском районе Вологодской области.
Входит в состав Погореловского сельского поселения, с точки зрения административно-территориального деления — в Погореловский сельсовет.
Расстояние по автодороге до районного центра Тотьмы — 57 км, до центра муниципального образования деревни Погорелово — 2,5 км. Ближайшие населённые пункты — Горбенцово, Маныловица, Погорелово.
По переписи 2002 года население — 102 человека (44 мужчины, 58 женщин). Преобладающая национальность — русские (97 %).